# Baron Wolman
Baron Wolman (Columbus, Ohio; 25 de junio de 1937-Santa Fe, Nuevo México; 2 de noviembre de 2020) fue un fotógrafo estadounidense, conocido por sus colaboraciones en la década de los 60 para la revista musical Rolling Stone.

## Carrera

### Comienzo de su obra fotográfica
La trayectoria profesional de Baron comenzó en el Berlín Oriental en la década de 1960 donde fue reclutado con el ejército. En Berlín vendió su primera fotografía para ser publicada, imágenes de la vida detrás del Muro de Berlín. Se decidió a trabajar como reportero gráfico, después de su licencia en el servicio militar, momento en el que se desplazó de Alemania a Los Ángeles y después a San Francisco.

### Jefe de fotografía deRolling Stone
En San Francisco, en abril de 1967 Baron con 30 años de edad, conoce al talentoso y elocuente estudiante de la Universidad de Berkeley y escritor freelance llamado Jann Wenner. Baron fotografía grupos de rock y Wenner desarrolla un nuevo tipo de periodismo musical con el periodista musical del San Francisco Chronicle Ralph Gleason. Baron comienza a conjugar su actividad en Rolling Stone y a trabajar por libre. También desarrolla la titularidad de todas las fotos que toma para Rolling Stone, proporcionando a la revista un uso ilimitado de las imágenes. Ambas partes acuerdan un uso específico, y Baron comienza a trabajar para Rolling Stone, donde permanece desde octubre de 1967, momento en que su primera colaboración fue publicada, y continuó al servicio de la revista durante tres años. Las fotografías de Janis Joplin, the Rolling Stones, Frank Zappa, the Who, Jimi Hendrix, Joan Baez, Iggy Pop, Pink Floyd, the Grateful Dead, Phil Spector, Jim Morrison, Ike & Tina Turner y otras celebridades, fueron muy pronto músicos muy relevantes e iconos de la contracultura y fueron las imágenes centrales del diseño de Rolling Stone. Para la mayoría, Baron se abstuvo del trabajo de estudio y nunca utilizó cámaras estroboscópicas, prefiriendo un tratamiento informal del retrato, un estilo fotográfico tan adecuado para sus modelos como para el público de sus fotografías. La aproximación fotográfica de Baron a cada músico y a su vida era suplantada por un tratamiento fuertemente estilizado, la mayoría son imágenes desarrolladas en el estudio, en el que las fotografías fueron publicadas solo tras ser aprobadas por el artista o por sus representantes. Esta evolución es constatable a través del desarrollo de las imágenes de las portadas de Rolling Stone a través de los años.

### RevistaRags
Aunque su trabajo en Rolling Stone ha definido su carrera fotográfica, Baron se implicó con numerosos proyectos que no necesariamente tenían fines musicales. Tras abandonar Rolling Stone en 1970, Wolman desarrolló su propia revista de moda, en las primeras oficinas que Rolling Stone tuvo en San Francisco. Rags fue una revista de la contracultura que ha venido a definirse como la Rolling Stone de la moda, centrándose en la moda de calle más que en aquella que se podía encontrar en los almacenes y tiendas de ropa. Creativa e irreverente, los trece números de la revista fueron un importante acontecimiento artístico.

### Última etapa
Baron desarrolló en Rags el aprendizaje del vuelo y los planos aéreos de las ventanas de su pequeña Cessna. Estas fotografías fueron la base de dos sucesivos libros, California From the Air: The Golden Coast (1981) yThe Holy Land: Israel From the Air (1987), publicados por Squarebooks que Baron fundó en 1974, y que continúa publicando una serie de libros de alta calidad. En 1976, Baron permaneció un año con el equipo de fútbol Oakland Raiders, usando su material para un documental fotográfico en la primavera de 1974. El resultado de este trabajo fue Oakland Raiders: The Good Guys, publicado en 1975. En 2001, Baron se trasladó a Santa Fe, Nuevo México, donde continuó su labor de publicista y fotógrafo hasta su muerte el 2 de noviembre de 2020.

## Publicaciones
- Classic Rock & Other Rollers
- California From The Air: The Golden Coast
- The Holy Land: Israel From The Air